# Robert Hartig
Heinrich Julius Adolph Robert Hartig (ur. 30 maja 1839 w Brunszwiku, zm. 9 października 1901 w Monachium) – niemiecki leśnik i mykolog.

## Życiorys
Był synem Theodora Hartiga – znanego leśnika i biologa. R. Hartig kształcił się w Collegium Carolinum w Brunszwiku oraz w Berlinie. W 1878 został mianowany profesorem botaniki na Uniwersytecie Ludwika i Maksymiliana w Monachium. Pracował w Eberswalde (1867–1878) i Monachium (1878–1901), głównie jako fitopatolog leśny.
Hartig wniósł znaczący wkład w wiedzę o fitopatologii. Można go uznać za pioniera fitopatologii leśnej. Opisał tzw. sieć Hartiga – sieć strzępek, która rozwija się w korzeniach roślin. Jako pierwszy opisał też chorobę drzew o nazwie opieńkowa zgnilizna korzeni.
W naukowych nazwach opisanych przez niego taksonów dodawane jest jego nazwisko R. Hartig.